# Seznam postav seriálu Šmoulové
Tohle je seznam postav v seriálu Šmoulové. Existují různé dabované verze překladu do českého jazyka. Některé postavy proto mají v českém jazyce vícero jmen.

## Šmoulové
- Babča – má na hlavě šedé vlasy a nosí růžové oblečení a brýle, byla uvězněna 500 let v zámku Lapač, ze začátku bydlela u Šmoulinky, ale protože chtěla aby neustále bylo všechno podle ní, tak si spolu lezly na nervy, nakonec měla svůj vlastní dům[1]
- Básník (též Poeta) – skládá básně[2] (český dabing ČST Jiří Prager, TV Nova Jan Šťastný, TV Barrandov Pavel Vítek a Jan Nedvěd)
- Bázlivka – stále nesmělý, přesto však dokáže být přesvědčivým hercem[3]
- Bolístka (též Kýchal) – nosí šálu, rukavice, ušáky a je stále nemocný[4]
- Cihlička (též Stavař) – vymýšlí nové domy[5] a navrhuje, jak se ta která věc staví[6]
- Divoušek (též Divous, anglicky Wild Smurf[7]) – vyrostl v lese sám, neumí mluvit, nosí čepici z listů a roušku kolem pasu, nežije trvale ve šmoulí vesnici, ale má svůj domek v lese na stromě (český dabing TV Nova Eva Spoustová, TV Barrandov Michal Holán)[8]
- Děda Šmoula (anglicky Grandpa Smurf) – nejstarší šmoula,[9] nosí žluté kalhoty na kšandy, žlutou čepici a dlouhý plnovous, opírá se o hůl,[10] rád vypráví příběhy, které se mu staly a rád si je upravuje, aby byly zajímavější (český dabing TV Nova Jiří Bruder, TV Barrandov Bohuslav Kalva)
- Don Šmoulič[11] (též Don Šmoulo a Don Šmoulín,[12] anglicky Don Smurfo) – fiktivní šmoula z knihy, má tenké vousy, nosí klobouk s červeným pérem, modrou masku přes oči, fialový plášť, fialovou čepici, fialové kalhoty a kord[11][13]
- Dřevař (též Polínko, anglicky Timber Smurf) – se stromy si povídá, nerad je kácí, nosí dvoubřitou sekeru[14]
- Farmář (anglicky Farmer Smurf) – pracuje na poli, nosí motyčku,[15] v seriálu je stejně oblečený jako ostatní Šmoulové, v komiksech má však zelené kalhoty s kšandama a slaměný klobouk[16] (český dabing ČST Jaroslav Kepka, TV Nova Petr Pospíchal, TV Barrandov Jiří Krejčí)
- Fešák (anglicky Vanity Smurf[17]) – nosí zrcátko do kterého se neustále dívá sám na sebe a obdivuje se a má 2 růžové kytičky na čepičce[18] (český dabing ČST + TV Nova Pavel Trávníček, TV Barrandov Marek Libert)
- Fňukal – má malou sebedůvěru, považuje se za nejslabšího šmoulu[6]
- Kadeřník – nosí nůžky, hřeben a bleděmodrý plášť[6]
- Koumák – nosí brýle a považuje sám sebe za nejchytřejšího šmoulu,[19] je dost namyšlený, rád píše knihy kam zapisuje svoje hloupá a nesmyslná moudra (český dabing ČST Josef Dvořák, TV Nova + TV Barrandov Jiří Prager)
- Kutal[20] (též Briketka[21] a Horník[6]) – na čepici má svíčku[21]
- Kutil – nosí za uchem tužku, vynalézá, opravuje a staví stroje,[22] nosí kalhoty s kšandama, v seriálu bílé, v komiksech modré[23] (český dabing ČST Ondřej Havelka, TV Nova Martin Zounar, TV Barrandov Antonín Navrátil)
- Lenoch – stále usíná, nebo spí[24][25] (český dabing ČST Milan Stehlík, TV Nova Libor Terš, TV Barrandov Tomáš Juřička)
- Malíř – maluje obrazy a mluví s francouzským akcentem,[26] nosí tmavě červený kabát a černou mašli pod krkem[27] (český dabing ČST + TV Nova Miroslav Středa, TV Barrandov Pavel Tesař)
- Marco Šmoulo (anglicky Marco Smurf) – nosí čepici ve stylu námořnického klobouku[28]
- Mlsoun (anglicky Greedy Smurf) – vaří všem šmoulům a hodně jí [29] rád se cpe jídlem (český dabing Petr Oliva)
- Mrzout (anglicky Grouchy Smurf) – říká na cokoliv „nemám rád…“ a je stále mrzutý[30] (český dabing Jaroslav Kaňkovský)
- Neposeda – neumí se rozhodnout, jaké oblasti se dlouhodoběji věnovat[31]
- Nešika – je nešikovný[32] a sbírá kameny, poznáme ho podle toho jak nosí čepici, oproti ostatním šmoulům mu částečně zakrývá oči[33] (český dabing ČST + TV Nova Pavel Zedníček, TV Barrandov Michal Holán)
- Nikdoušek (anglicky Nobody Smurf) – umí být velmi nenápadný[34]
- Nitka (též Jehlička) – šije oblečení, nosí ševcovský metr kolem krku a v čepici má 2 špendlíky[35] šije hlavně typické Šmoulí oblečení, to je bílé kalhoty a bílá čepice (český dabing ČST Michal Pavlata, TV Nova Martin Sobotka a Jaroslav Horák, TV Barrandov, Martin Sobotka a Michal Jagelka)
- Plechánek[36] (též Mechanický Šmoula a Mechanik,[37] anglicky Clockwork Smurf) – mechanický šmoula, vytvořil ho Kutil,[37] v hrudi má zlaté srdíčko[38]
- Plechánka (též Plechová Holčička, anglicky Clockwork Smurfette) – mechanická šmoulí holčička, vytvořil ji Kutil, milá Plechánka[36]
- Silák (anglicky Hefty Smurf) – má větší sílu než jiní šmoulové, na rameni má tetování – červené srdce propíchnuté šípem[39] (český dabing ČST Zdeněk Hess, TV Nova Zdeněk Hess a Ota Jirák, TV Barrandov Tomáš Racek)
- Slaboch – je velmi slabý a nevěří si
- Slídil – chce všechno vidět, je hrozně zvědavý[40]
- Slzička – nosí kostkovaný kapesník a všechno ho rozbrečí[41]
- Směloun – je smělý, až to někdy přehání a je jen ve filmech[6]
- Snílek (anglicky Dreamy Smurf) – pořád sní o nových a úžasných věcech[42]
- Stopař – umí vystopovat úplně vše, nosí pírko[43](český dabing ČST Inka Šecová, TV Barrandov Jiří Krejčí)
- Strašpytel – šmoula, který se bojí[44]
- Stý šmoula – byl vytvořený Fešákem za pomoci kouzelného zrcadla
- Šmoulinka (francouzsky La Schtroumpfette, anglicky Smurfette) – nosí bílé šaty, boty na podpatku a dlouhé blond vlasy, má ráda květiny na své zahrádce a všichni Šmoulové do ní jsou zamilovaní.[45] Stvořil ji Gargamel, ale později se přidala ke šmoulům.[46][47] (český dabing ČST + TV Nova Jitka Molavcová, TV Barrandov Andrea Elsnerová)[zdroj⁠?!]
- Šmudlík – nosí špinavou čepici se záplatou a rád si žije ve špíně[48](český dabing ČST Václav Vydra)
- Šprýmař (anglicky Jokey Smurf[49]) – dává explodující dárky, pořád se hihňá a vymýšlí vtipy[50] (český dabing ČST Václav Postránecký, TV Nova + TV Barrandov Libor Terš)
- Štětička (anglicky Sweepy Smurf) – nosí kominickou štětku, černé kalhoty a čepičku a čistí komíny[51]
- Taťka Šmoula (francouzsky Grand Schtroumpf, anglicky Papa Smurf) – nosí červené kalhoty, červenou čepici a plnovous, umí kouzlit.[52] Je mu 542 let a je nejinteligentnější a nejmoudřejší a je vůdcem všech šmoulů.[53] (český dabing ČST + TV Nova Vlastimil Brodský, TV Barrandov Oldřich Vlach)
- Truhlík – každému všechno slíbí a nechává se zneužívat k práci za ostatní[44]
- Trumpetka – nosí trumpetu, na niž troubí, obvykle falešně.[54] Rád zpívá ve sboru, ale opět falešně.[55]
- Váhavka (anglicky Flighty Smurf) – neumí se rozhodovat co má udělat[56]
- Vejtaha – nosí bílé kalhoty s páskem[6]
- Vlňák[57] (též Ovčák,[58] anglicky Wooly Smurf) – jednou za rok chodí sbírat vlnu, nosí vlněnou čepičku, nůžky[57] a laso, nežije trvale ve Šmoulí vesnici, ale žije daleko na pastvinách s ovcemi[58]
- Vypravěč – vypráví příběhy, nosí svetr a brýle a je jen ve filmech[6]
- Zvídálek (též Zpravodaj) – reportér, nosí novinářskou kšiltovku a také pero a zápisník[59]

## Šmoulí děti
- Čiloun (též Šikulda) – nosí žluté tričko s bleskem a je velmi neopatrný (český dabing ČST + TV Nova Miroslav Vladyka, TV Barrandov Pavel Tesař)[60][61]
- Filuta[62] (též Kliďas a Špulka)[60]) – nosí červené tričko a je velice klidný[62] (český dabing ČST Oldřich Kaiser, TV Nova Magdalena Reifová, TV Barrandov Libor Terš)
- Sašetka (anglicky Sassette) – zrzavá holčička s copy, nosí růžové kalhoty s kšandami. Byla vytvořena pomocí Gargamelova kouzla.[63] (český dabing ČST Aťka Janoušková, TV Nova Eva Hrušková, TV Barrandov Jana Páleníčková)
- Šikula[6] (též Nat[60]) – nosí hnědé kalhoty na kšandu a slaměný klobouk a umí mluvit se zvířaty[60] (český dabing ČST Vladislav Beneš, TV Nova Blanka Zdichyncová, TV Barrandov Tomáš Juřička)

## Šmoulí miminko
- Šmoulíček – šmoulí miminko, za noci modrého měsíce ho přinesl do šmoulí vesnice čáp, je nejmenší šmoula[64]

## Záporné postavy
- Azrael – Gargamelův zrzavý kocour se žlutýma očima, má velké ostré drápy, kterých se šmoulové velmi bojí, stejně jako Gargamel nemá rád dobro, ale hlavně nenávidí šmouly a touží po tom je pochytat a sníst. (český dabing Daniela Bartáková)
- Bába z chatrče – žije ve staré chatrči a říká si krásná dívka, uvěznila Šmoulinku a Dášu
- Baltazar – čaroděj, Gargamelův kmotr,[65] touží znát budoucnost,[65][66] je také zlý, ale mnohem chytřejší než Gargamel (český dabing ČST Miroslav Saic, TV Nova Miroslav Saic a Bohuslav Kalva, TV Barrandov Libor Terš)
- Bažiňák (též Bažinný zuboun) – netvor z bažin ve tvaru velikého zubatého žabáka[7]
- Blátodýl – spí na dně plížo-temno-bažin a když se probudí musí sníst nějakého vládce a potom zase usne
- Bluster – Bombastův pes
- Bombast Veliký – cvičitel zvířat
- Bouřňák – démon v říši nočních můr, má oblačné tělo, metá blesky a poslouchá Morfia[58]
- Bradavičníci – žijí ve Slizákově kolem hradu Skřehotáku u řeky Ropušnice, do níž se vlévá řeka Šmoulice[67]
- Čaroděj z výměnné studny – před 100 lety ho do ní zaklel taťka šmoula a on se chtěl pomstít tím, že vymění veškeré staré věci za nové včetně šmoulů, ale taťka šmoula ho za pomoci kouzla proměnil v kámen
- Orobinec (též Bulraš) – vládce[67]
- Kal – dvorní šašek[6]
- Bahňák – lovec[67]
- Bláťák – lovec[67]
- Slizoun – lovec[67]
- Bezbradavičník – nemá žádné bradavice[67]
- Blátotlačkač – zápasník[67]
- Slizomačkač – zápasník[67]
- Dim – první ze šoťáků, pomocník Hotapa
- Dúra – čarodějnice, soupeřka Chlorany o lásku Manfréda, proměnila Manfréda v kámen a když ho šmoulové zachránili,pokusila se je všechny nechat zkamenět, ale díky zrcátku které proti ni Fešák otočil se   nakonec sama proměnila v kámen[68]
- Šmoulí ďábel – chce pro šmouly jen špatné věci
- Edgar (též Harold a James) – sup od Hogaty, na kterém létá a má co dělat aby tu tlustou čarodějnici unesl
- Evelína – zlá čarodějnice, Gargamel se do ní zamiloval, ale Gargamela jen využívala, milovala ho jen kvůli šmoulům[35]
- Fialová moucha – žije v lese, bodnutím šíří nákazu, kvůli které nakažený zfialoví a bude moci říkat pouze ňat. Nákaza jej nutí kousat čímž ji rozšiřuje.
- Gargamel – zlý, neschopný a hloupý čaroděj, nemá rád dobro, ale hlavně nenávidí šmouly a touží po tom je pochytat a sníst, nebo je změnit ve zlato, ale protože je tupý tak mu vždy utečou i když je už má doma v kleci nebo ve své síti (český dabing ČST + TV Nova Jiří Císler, TV Barrandov Zbyšek Pantůček a Petr Meissel)
- Griffové – jsou na hradě, kde střeží kouzelné pero
- Hogata – mrňavá bezohledná čarodějnice toužící po kráse,[6] a lásce,[55][69] nosí na hlavě zrzavou paruku protože je plešatá, taky je nevzhledná a tlustá[70] a létá na supovi (český dabing ČST Luba Skořepová, TV Nova Eva Klepáčová, TV Barrandov Hana Talpová)
- Hotap – zlý skřítek, toužící udělat ze šmoulů zlato, honil je velmi dávno, když ještě všichni byli šmoulata a Taťka Šmoula je musel před ním zachraňovat
- Chobotňák – vládce oktopiánů, potřebuje stále mízu z hromského stromu k udržení svého mládí i když mu moc nepomáhá a nedá dopustit na krádež[71]
- Lady Impérie – zlá teta krále Jiříka, držela ho 3 roky zavřeného v žaláři a všem namluvila, že trpí horkou nemocí [37]
- Impové – pomocníci skřeta
- Mlsounovo pravé já – šmoulí duch, který po Mlsounovi chtěl aby se o nic nedělil s ostatními šmouly
- Klug – druhý ze šoťáků, pomocník Hotapa
- Krabice plná lumpáren – po otevření z ní jdou neplechy
- Král sršňů – velí svým sršňům a snaží se zotročit si botaniku
- Král trollů – velí svým trollům a nedá dopustit na krádež lanýžů
- Krkavec – Zloměna ho udělala z ptáčka modráčka a svým krákáním každému přinášel zlobu a neštěstí
- Krokoušek – nenažraná obluda, patří Oktopiánům
- Křupan – Gargamelův pes, Gargamel ho vycvičil na lovení šmoulů
- Zámek Lapač – objevuje se jen jednou za 500 let, zastavuje se v něm čas, a ti, co v něm uvíznou tam musejí neustále uklízet
- Lovec – loví všechny živé tvory a hlavně šmouly
- Malák – majitel cirkusu
- Mšicouni – nenažraní hmyzáci, kteří žerou jen jednou za 800 let, dají se zneškodnit jen mízou z hromského stromu
- Mordein – čaroděj krále Argouna[43]
- Morlok – čaroděj, který mj. proměnil prince Teodora v žabáka[72]
- Morfio (též Morfius[zdroj⁠?!]) – čaroděj zlých snů, žije v říši nočních můr, jezdí na koni[58]
- Mummy – Gargamelova matka
- Mystiko – šotek zakletý ve fontáně, chce změnit všechny živé tvory na šotky[34]
- Nemesis – zlý a ošklivý čaroděj toužící po nesmrtelnosti, nosí fialový kabát a chce ukrást Šmoulí kámen dlouhověkosti[6] (český dabing Jaroslav Kaňkovský)
- Oktopiáni – chobotnicový lid žijící na Hromských ostrovech[71]
- Pepřoví piráti – zajali Marca šmoula[28]
- Portos – pes od báby z chatrče
- Místní příšera – žije v hradním příkopě Baltazarova hradu
- Příšerpták – byl vytvořen nechtěně kouzelným lektvarem a chtěl sníst šmouly
- Pták Noh – legendární pták, který stráží duhové jezírko
- Rudla – únosce[73]
- Satin – lasička od Evelíny
- Skřet – chtěl získat poklad dávných trollů
- Sokol – patří lovci a pomáhá mu s lovením
- Sršni – útočí na Botaniku
- Strašišmoulové – šmoulí strašidla, uvězněné na zámku Strašitma[74]
- Šoťáci – létající netvoři podobní netopýrům, pomocníci Hotapa, bojí se netopýrů
- Talbot – Malákův had
- Trollové – poddaní krále trollů, hlídají své lanýže
- Tukan – patří Zloměně a poslouchá ji
- Ulrik – pomocník lady Impérie[37]
- Vábnička – zlá čarodějnice, vlastnící kouzelnou kouli, po jejíž doteku se všichni pomátnou, chtěla pochytat šmouly[2]
- Vilda – taky únosce, přítel Rudly[73]
- Obří zelenodraci – jsou na dně plížo-temno-kaňonu, kde spí a stráží šmoulí super jahůdky a když se probudí, dají se uspat jen sílou duhového kamene
- Zloměna[6] (též Chlorana[68] a Chlorhydris,[75] anglicky Chlorhydris) – čarodějnice nesnášející vše krásné[6] a radostné, usilující zničit na světě všechnu lásku[76][68] (český dabing ČST Miriam Kantorková, TV Nova Jana Altmannová, TV Barrandov Hana Talpová)

## Kladné postavy
- Adéla – dcera barona, přítelkyně šmoulů[73]
- Alfréd – kadeřník, který se snaží udělat Hogatu krásnou, ale neúspěšně
- Ajax – mořský koník, kamarád Mořenky
- Amani – princezna černošského kmene, vlastní kouzelný buben, který zkrotí veškerou divokou zvěř[6]
- Ambrož Straširybka – skřítek, daroval Dědovi Šmoulovi před mnoha staletími kouzelný balón, v seriálu se ale nikdy neobjevuje
- Amorek – má kouzelné šípy vzbuzující lásku u zasažené osoby, umí se okamžitě přemísťovat[68]
- Ample – syn vládce v zemi hojnosti
- Šmoulí anděl – chce pro šmouly jen dobré věci
- Anton – čaroděj z královské knihovny[77]
- Argoun – král[43]
- Baheňák – duch, strážce světluškového plamene[44]
- Bandor – král huňáčků[p 1][78]
- madam Barbara – žije na hradě s králem a nemá moc v lásce Petříka
- Baron Bárta – byl uvězněný 500 let v zámku Lapač
- Bázlík – huňáček,[p 1] milý Gerty[78]
- Bláťáci – mimozemšťané[6]
- Blaženka – milá prince Fridolína[9]
- Bobík[79] (též Papík, anglicky Puppy) – šmoulí pes,[80] daroval jim ho Homnibus, je to legendární Homni, jeho medailónek je klíčem ke všem kouzlům, proti otevření jej chrání blesky[79]
- Boženka – královna Medonosek v zemi Botanice, přítelkyně Dědy Šmouly[81]
- šotek Brčál[zdroj⁠?!]
- Bradík – hodný bradavičník, kamarád šmoulů, dříve byl bez bradavic, ale později je získal, proto taky dostal jméno Bradík
- Brenda – malá čarodějnice z konzervatoře pro čarodějky, kamarádka šmoulů
- Bzučík – synovec královny Boženky[81]
- Cikáni – cestují v maringotkách
- Tři malé čarodějnice – žákyně paní ředitelky, učí se kouzlit, kamarádí se šmouly
- Čárymár – čaroděj s knihou příběhů, které se po zapsání stanou skutečností, proto nechce dovolit, aby jeho kniha padla do nepovolaných rukou
- Čiperka – šašek, rád žongluje s míčkama
- Dáša – hočička se zrzavými vlasy, kamarádka Šmoulinky, má dva bratry[82]
- Denisa – Baltazarova neteř, kamarádka Sašetky, je strašně rozmazlená a když ji někdo nevyhoví tak šíleně ječí[6] (český dabing Eva Spoustová)
- Děkan (též Mordor) – ředitel čarodějnické školy, vyloučil z ní Kluka Fuka
- Dlouhonožka – děťátko od Tlamouna a Nosnice
- Dráček – kamarád šmoulů
- Dračice – matka dráčka
- Dřevínek – milý Lakónie
- Duch dávných trollů – je v jeskyni, kde stráží poklad, který si nesmí nikdo vzít, dokud nedokáže, že si je toho hoden
- Duch Vah – střeží rovnováhu pravdy a lži na světě[83]
- Princezna Františka – milá krále Jiříka[36]
- Edrik – spolužák Kluka Fuka a jeho soupeř
- Eliška – žena od Gustava, stará paní, která byla dlouho nemocná a nebavil jí život, ale díky šmoulům jí zase začal bavit
- Ernest – sluha Adély[73]
- Filát – princ, byl společně s Baronem Bártou uvězněný 500 let v zámku Lapač
- Fridolín – princ, milý Blaženky[9]
- Drak Galagabága – Čilounova loutka, která žije ve své bájné zemi a dá se oživit jen kouzelným lektvarem
- Gart – elfí princ, syn královny Lenon[84]
- Gerta – princezna huňáčků,[p 1] milá Bázlíka[78]
- Gusta – taky spolužák Kluka Fuka a jeho soupeř, kamarád Edrika
- Gustav – starý pán, který prodává tahací panáčky
- Gvinylda – dobrá víla[85]
- Hafík – myšák, mazlíček od Šmoulinky, na konci dílu ale zemřel
- Hejbimba[zdroj⁠?!] (též Homnibus[86]) – přítel Taťky Šmouly, kouzelník[86][79]
- Herkules – taky mořský koník, kamarád Mořenky
- Hezoun – člověk soustředěný jen na svou krásu, namluvil Fešákovi, že bahno z plížo-temno-bažin z něj udělá krasavce[18]
- Hilda – služebná Adély[73]
- Hračkář – výrobce hraček[64]
- Hrdinný Skřehota – hodný bradavičník, otec Bradíka, přítel šmoulů, ochránce
- Hromníček – malý dinosauřík z pravěku
- Huňáčci – malá roztomilá chundelatá stvoření, která se  rozmnožují, kdykoliv se nají, žerou téměř vše a způsobují velké škody, žijí v lese, mají rádi falešnou hudbu
- Huňáčkové (též Troklové)– poddaní krále Bandora, je u nich zvykem, že když někdo zachrání princeznu, tak se s ní musí oženit
- Šťastná hvězda – je od Šmoulinky a může plnit přání, ovšem sobecké přání ji může odebrat sílu
- Chlupáček – malý kocourek, mazlíček od paní ředitelky
- Chobotňáčci – žijí v zemi Chobotňáčků a neustále jsou při chuti
- Jasmína – milá prince Teodora[72]
- Jednorožec – má kouzelnou moc[87]
- Ještěroušek – žije v jednom hradě a nenávidí Hogatu
- Jimbo – opičák princezny Amani[zdroj⁠?!]
- Jindra – první bratr Dáši[82]
- Gerard (též Jiřík [37]) – král (původně princ)[36]
- Johan – přítel Čejky, šmoulů a také královský panoš, později rytíř [6]
- Justýn (též Pravoslav) – malý chlapec, který nejprve jen okrádal lidi, ale díky Hejbimbovi se změnil k lepšímu
- Kachňátko – mazlíček od Šmoulinky
- Král – vládce na hradě
- Královna – matka prince Fridolína, nelíbilo se jí, že je Blaženka jeho milá
- Kruton – taky čaroděj z královské knihovny, přítel Antona[77]
- Květinová kráska – milá Taťky Šmouly, věznil ji Baltazar
- Květinové mušky (též Vrbové víly) – kamarádky šmoulů
- Paní Kyselá – kuchařka u krále Gérarda[37]
- Lakónie (též Mlčenka),[88] [76] – němá víla, přítelkyně šmoulů[88]
- madam Lavínie – svatební dohazovačka[72]
- Královna Lenon – elfí královna, přítelkyně Taťky Šmouly[84]
- Lumpík – lesní šotek vyžívající se v lumpárnách[89]
- Maestro – kouzelník s kouzelnýma barvama, který byl zakletý v obrazu, snažil se najít někoho, kdo zaujme jeho místo na obraze
- Manfréd Magnificentní – milý čarodějnice Chlorany[68]
- Matěj – medvěd, který utekl z cirkusu, rád tančí[90]
- Matka příroda – je starší, nosí růžové šaty a stará se o to, aby v přírodě všechno fungovalo tak jak má[91]
- Matylda Veliká – proslulá cikánská věštkyně, má kouzelnou knihu Malorku[92]
- Medonosky – poddané královny Boženky, kamarádky šmoulů
- Medvěd Flíček – kamarád šmoulů
- Medvědi – kamarádi šmoulů
- Melina – malá čarodějnice, kamarádka Sašetky a šmoulů
- Melkior Velkolepý[93] (též Melkior Pán bludiště[93] a Melchior[4]) – kouzelník z labyrintu, přítel Taťky Šmouly, kterého si volá, když je nemocný.[4] Je odborníkem na kouzla související s mizením. I když je zván velkolepým, je malé postavy, dříve byl šaškem. Má králíka Oregarda a poštovního holuba Bazila.[93]
- Minky – přátelské zvířátko žijící na Hromských ostrovech, vydává zvuk mik-mik[71]
- Míňa – mluvící špaček, který pouze opakuje to, co uslyší
- Méďa Míša – červený králíček, který chodí s Babčou[6]
- Měsíční mužík – žije na měsíci
- Modroočko – koník se zlatými podkovami, kamarádí se Šmoulinkou
- Moucha – létá kolem Šmudly
- Mořenka[28] (též Marina[22]) – mořská víla, milá Kutila[28]
- Myš – žije v Gargamelově domu v myší díře a neustále se jí snaží chytit Azrael, kamarádí se šmoulaty
- Norman – druhý bratr Dáši
- Nosnice (též Nosatka) – Tlamounova milá
- Orel – fiktivní pták z knihy, vozí Dona Šmouliče
- Otec čas – stařík s kosou, která umí narušit předivo času.[65] Pod svou jeskyní má vstup k Řece času, každý den musí stáhnout roletu noci,[94] přátelí se s Matkou přírodou.[95]
- Otec Dáši
- Papírové panenky – jsou velice hravé, vystřihla je Sašetka z papíru na němž byl oživující lektvar
- Pekař – musel dát Evelíně všechny své těžce vydělané peníze
- Ptáček modráček – hezky zpívá a svým zpěvem přináší každému radost
- Kouzelné pero – když se ho někdo na něco zeptá, na papír vždy napíše správnou odpověď, je v podzemí jednoho hradu a je střeženo Griffy
- Petaluma – mluvící květina, která se starala jen sama o sebe
- Čejka (v některých verzích též nesprávně přeloženo jako Péťa) – dvorní šašek, hraje falešně na hudební nástroje a stejně hrozně i zpívá, má blond vlasy s chocholkou - odtud pravděpodobně jeho jméno - rád a hodně jí, kamarád šmoulů[6] a Johana
- Pírko (též Peříčko a Čáp) – čáp, přítel šmoulů,[96] vozící občas šmouly[97]
- Podlák – podlý džin z láhve, který plní tři přání pouze tomu, kdo vysloví kouzelná slova[98]
- Pomocníci Santa Klause – pomáhají mu s dárkama
- Ropušník – veliký žabák, který chce sníst bradavičníky, ale se šmouly asi chtěl být kamarád
- Paní ředitelka – učí na čarodějnické škole tři malé čarodějnice a Melinu kouzlit
- Savina – princezna[6]
- Santa Klaus – rozdává každé Vánoce dárky a létá na saních taženýma létajícíma sobama[99]
- Selvin – čaroděj, manžel Teluly, se kterou se furt šíleně hádá a nedokážou přestat
- Serp (též Tarp) – malý dráček, mazlíček od Selvina a Teluly, přítel šmoulů, je občas zoufalý z toho že se oba hádají
- Létající sobi – patří Santa Klausovi
- Skřítek Michael – duhový mužíček, který chodí po duze a nosí s sebou hrnec zlata
- Skřítek Pytlík – chtěl Šmoulinku za ženu, žije v podzemí
- Skříťa – rarášek, nelze jej odtrhnout od osoby, kterou si vybere za přítele[100]
- Spektra – víla barev[26]
- Strunka – rád hraje na kytaru, kamarád Čiperky
- Studna moudrosti – pomáhá každému, kdo je v nouzi
- Šalamoun Pravdomluvný – skřítek, který byl zaklet vlastnit amulet předpovídající budoucnost[66]
- Doktor Šarlatán – skřet, který každého podvádí. Prodá každému lék, který je nefunkční. Oklamal s ním všechny šmouly a pak je všechny pochytal. Taťka šmoula je ale zachránil a Doktora Šarlatána za pomoci kouzelného lektvaru změnil, aby už nikdy nemohl podvádět
- Šimon – malý obří chlapec[53]
- Štěstěna – ovlivňuje štěstí všech na světě tím, že se na svém zámku točí kolem štěstí[101]
- Švitorka – Divouškova veverka[8]
- Taša – královna černošského kmene[6]
- Telula – čarodějnice, přítelkyně Selvina, ale je s ním neustále rozhádaná
- Teodor – princ, milý Jasmíny, Morlok ho proměnil v žabáka[72]
- Tlamoun[102] (též Všejed) – vcelku dobrácký, ale mírně tupý obr[103]
- Termit – živí se dřevem, Gargamel mu přičaroval velikou chuť k jídlu, že s každým dalším soustem chtěl stále více
- madam Trilbíová – čarodějka, má magickou flétnu[104]
- Tykvík – džin bydlící v tykvi, patří Farmářovi a rád plní přání, především svému pánovi[15]
- Velká kniha kouzel – otevírá se jen za úplňku a může splnit přání, je ve sklepě Gargamelova domu
- Veverky – kamarádky šmoulů a hlavně Divouška
- Vládce v zemi hojnosti – vlastní roh hojnosti z něhož létá po zatroubení jídlo o jaké si kdo řekne, nechtěl se ze začátku dělit, ale za pomoci šmoulů změnil názor
- Vlčí máma – kamarádí se šmouly
- Vlčí táta – byl zajat Malákem, taky kamarádí se šmouly
- Vlčata – jejich děti, kamarádi šmoulů
- Yeti – sněžný muž ze sněžné hory, kamarád šmoulů
- Zloděj – rád druhým kradl peníze, ale za pomoci šmoulů Koumáka a Siláka, kteří se vydávali za duchy Vánoc, se změnil, že už nechtěl krást, ale dávat
- Zoubečková víla – víla odměňující děti za vypadlé mléčné zoubky, přítelkyně šmoulů[105]
- Zvířátko – legendární nezkrotné hudbychtivé zvíře žijící uvnitř hory a vyžadující stále hudbu, která ho zklidňuje[106]
- Žabička – mazlíček od Sašetky

## Neutrální postava
- Kluk Fuk (též Vrtoch, francouzsky Scrupule, anglicky Scruple) – Gargamelův učeň, původně byl žákem na čarodějnické škole, ale v důsledku nesložené zkoušky byl z ní vyloučen. Povahou je velice sobecký a také není moc chytrý, ale kdyby nebylo Gargamela a Azraela, tak by možná byl kamarádský. (český dabing TV Nova Gustav Bubník, TV Barrandov Jan Nedvěd)